# Корейво, Наталья Станиславовна
Наталья Станиславовна Корейво (бел. Наталля Станіславаўна Карэйва; род. 14 ноября 1985, Ли́да, Гродненская область) — белорусская легкоатлетка, специалистка по бегу на средние дистанции. Выступала за сборную Белоруссии по лёгкой атлетике в 2004—2013 годах, чемпионка мира среди юниоров, победительница и призёрка первенств национального значения, участница летних Олимпийских игр в Лондоне. Мастер спорта Республики Беларусь международного класса.

## Биография
Наталья Корейво родилась 14 ноября 1985 года в городе Лида Гродненской области.
Впервые заявила о себе в лёгкой атлетике на международном уровне в сезоне 2004 года, когда вошла в состав белорусской национальной сборной и выступила на юниорском мировом первенстве в Гроссето, где в беге на 800 метров превзошла всех своих соперниц и завоевала золотую медаль.
В 2005 году в дисциплине 800 метров стартовала на молодёжном европейском первенстве в Эрфурте, но не смогла преодолеть здесь предварительный квалификационный этап.
В 2007 году в той же дисциплине с личным рекордом 2:01,42 стала четвёртой на молодёжном европейском первенстве в Дебрецене. Будучи студенткой, представляла Белоруссию на Универсиаде в Бангкоке, где показала на финише пятый результат.
В 2008 году на Кубке Европы в помещении в Москве выиграла бронзовую медаль в беге на 1500 метров.
В 2010 году в дисциплине 1500 метров была девятой на чемпионате мира в помещении в Дохе, третьей на командном чемпионате Европы в Бергене, тогда как на чемпионате Европы в Барселоне не прошла дальше предварительного забега.
В 2011 году на 1500-метровой дистанции стартовала на чемпионате Европы в помещении в Париже, на командном чемпионате Европы в Стокгольме и на чемпионате мира в Тэгу.
В 2012 году в беге на 1500 метров финишировала четвёртой на чемпионате мира в помещении в Стамбуле. Выполнив олимпийский квалификационный норматив, удостоилась права защищать честь страны на летних Олимпийских играх в Лондоне — в программе бега на 1500 метров благополучно преодолела предварительный квалификационный этап и полуфинальную стадию, после чего в финале с результатом 4:11,58 пришла к финишу четвёртой.
После лондонской Олимпиады Корейво ещё в течение некоторого времени оставалась действующей спортсменкой и продолжала принимать участие в крупнейших международных стартах. Так, в 2013 году в дисциплине 1500 метров она стала четвёртой на чемпионате Европы в помещении в Гётеборге и девятой на командном чемпионате Европы в Гейтсхеде.
В 2014 году Наталью Корейво дисквалифицировали на два года в связи с абнормальными показателями биологического паспорта, при этом все её результаты начиная с 28 июля 2010 года были аннулированы. Из-за дисквалификации она в итоге не смогла выступить на Олимпийских играх 2016 года в Рио-де-Жанейро и завершила спортивную карьеру.